# Китайско-хорватские отношения
Китайско-хорватские отношения — двусторонние международные отношения между Китайской Народной Республикой и Хорватией. Страны установили дипломатические отношения 13 мая 1992 года. В Хорватии есть посольство в Пекине и генеральное консульство в Гонконге. В КНР есть посольство, а также Институт Конфуция в Загребе.

## История
Первая запись о коммуникации между хорватами и китайцами датируется XIII веком, временами Марко Поло.
16 мая 2002 года президент Хорватии Степан Месич совершил государственный визит в КНР, а 19 июня 2009 года государственный визит в Хорватию осуществлял президент КНР Ху Цзиньтао.
21 мая 2007 года Пекин посетила министр иностранных дел Хорватии Колинда Грабар-Китарович.

## Экономические отношения
КНР и Япония являются важными торговыми партнерами Хорватии в Восточной Азии. 2013 года объёмы торговли между государствами составил 1,495 млрд. долларов США, 105 млн. из которых — экспорт Хорватии и 1,390 млрд;— экспорт КНР.

## Культура и образование
Сотрудничество в области образования и культуры между государствами поддерживается в рамках Соглашения о культурном сотрудничестве, которое было принято в марте 1993 года.
С октября 2004 года в Университете Загреба можно получить уровень магистра синологии, а в Пекинском университете иностранных языков можно получить уровень магистра хорватского языка.
В мае 2002 года в Загребе был открыт Институт Конфуция.
В мае 2013 КНР и Хорватия подписали «План сотрудничества в области образования на период 2013-2015 годов», по которым предоставляются ежегодные стипендии для студентов из КНР и Хорватии.